# Tugendhatstolen

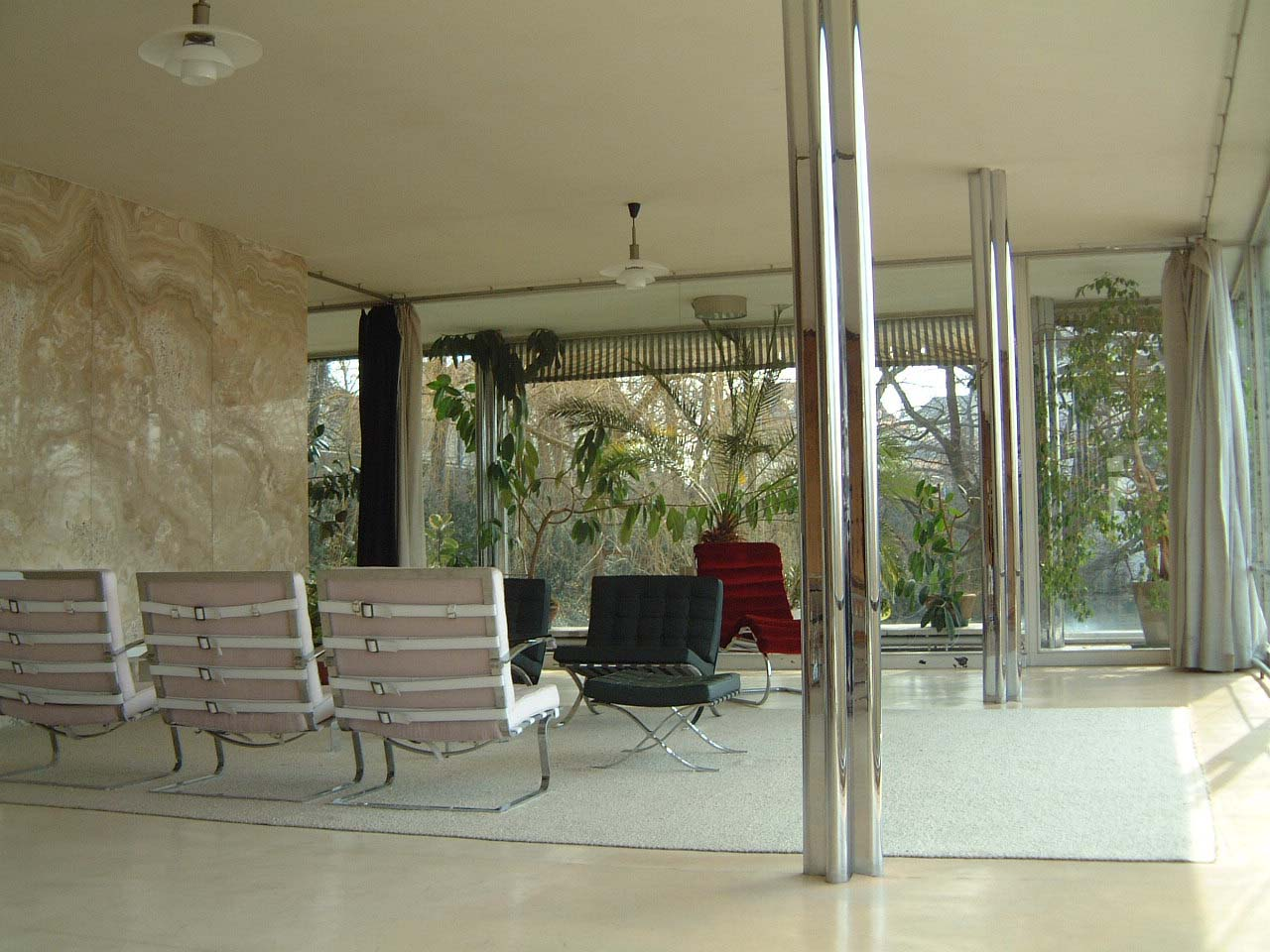
Tugendhatstolar i förgrunden och Barcelonastolar i bakgrunden i Villa Tugendhat.

Tugendhatstolen (modellnummer MR70 med armstöd och MR 60 utan armstöd) är en sittmöbel, ritad av arkitekterna Ludwig Mies van der Rohe och Lilly Reich 1930. 
Stolen ritades till Villa Tugendhat i Brno av samma arkitekter som ritat Barcelonastolen från året innan. Liksom denna har Tugendhatstolen en stoppad och läderklädd sittyta med separat ryggstöd och med en bärande konstruktion av stål. Den erbjöds både med och utan armstöd och tillverkades i ett relativt litet antal av bl.a. metallverkstaden Joseph Müller i Berlin. Det producerades också ett fåtal stolar med stomme i stålrör.
Efter Andra världskriget uppmärksammades stolen och började tillverkas på licens av det amerikanska företaget Knoll.